# Enver Faja
Enver Faja (Tirana, 6 de abril de 1934 – Estrasburgo, 5 de outubro de 2011) foi um arquiteto e diplomata albanês.
Faja foi embaixador da Albânia na Polônia, de 1992 a 1996.
Artan Shkrell, diretor da Associação dos Arquitetos da Albânia, referiu-se a Faja, cuja carreira abrangeu mais de 50 anos, como "uma das pessoas principais da arquitetura albanesa." O portfólio dos projetos de Faja inclui o Museu Histórico Nacional da Albânia, o planejamento da cidade dos estudantes em Tirana e o prédio da Faculdade de Ciências da Universidade de Tirana.
Enver Faja morreu depois de uma longa doença em 5 de outubro de 2011 em Estrasburgo, França, com a idade de 77 anos. Seu funeral ocorreu na Galeria Nacional de Artes de Tirana.